# Аокі Сюдзо
Ао́кі Сюдзо́ (яп. 青木周蔵, あおきしゅうぞう; 3 березня 1844 — 16 лютого 1914) — японський політичний і державний діяч, дипломат періоду Мейдзі. 5-й, 6-й, 15-й міністр закордонних справ Японії (24 грудня 1889 — 6 травня 1891, 6 травня 1891 — 29 травня 1891, 8 листопада 1898 — 19 жовтня 1900).

## Життєпис
Народився 3 березня 1844 у Тьосю-хан, сучасному місті Санйо-Онода префектури Ямаґуті, у родині сільського лікаря. В молодості він вивчав західні науки у Наґасакі і протягом 3 років перебував на стажуванні у Німеччині.
У 1873 призначений першим секретарем Міністерства закордонних справ Японії. Наступного року його відправили офіційним послом до Німеччини. Після повернення у 1885, зайняв посаду помічника міністра закордонних справ, у 1886 — пост заступника міністра.
Незабаром, у 1889 призначений міністром закордонних справ Японії. Підтримував дружні стосунки з Британією для стримування колоніальних амбіцій Росії у Азії. Він скеровував свої зусилля на перегляд нерівноправних договорів Японії з західними державами, які надавали іноземцям право екстериторіальності та пільги у торгівлі. Проте у 1891 році, напередодні підписання нових договорів, вигідних для Японії, Аокі був змушений піти у відставку через інцидент в Оцу.
З 1892 ексміністр призначений офіційним послом до Німеччини та Британії. На цій посаді йому вдалося підписати Японсько-британський договір торгівлі і навігації 16 липня 1894, який скасував старий нерівноправний договір.
У 1898 повторно зайняв крісло міністра закордонних справ. Перебуваючи на посту, він успішно виконав місію посередника між західними державами і китайським урядом під час китайського повстання боксерів 1900—1901.
З 1906 працював послом у США, але був звільнений з цієї посади за самовільне втручання у проблеми емігрантів. Після цього його призначили радником Таємної ради при імператорі Японії і нагородили титулом віконта за заслуги. Він був германофілом, ратував за введеня в Японії елементів прусської системи управління і сприяв поширенню пронімецьких настроїв серед дипломатичного корпусу Японії.
Аокі був прибічником силової дипломатії, підтримував втручання японського уряду в Кореї і пропонував утверджувати японські позиції на материку після російсько-японської війни.
Помер 16 лютого 1914.